# Conseil de Lieutenance
Le Conseil de Lieutenance (en hongrois: A Magyar Királyi Helytartótanács ; en latin: consilium regium locumtenentiale Hungaricum) est un ancien organe gouvernemental hongrois régi par les organes centraux de Vienne (Hofkammer). Il fut créé par la Diète de 1722-1723 et exista jusqu'au Compromis austro-hongrois de 1867.

## Histoire
Son président est le plus proche conseiller du souverain, comme le Palatin de Hongrie, l'un de ses suppléants (le maître du trésor ou le juge suprême du royaume de Hongrie) ou encore un gouverneur royal nommé par le souverain.

## Sources
- Marie-Françoise Vajda: Les comitats hongrois sous Marie-Thérèse, Université Paris-Sorbonne, IRCOM, 2006
- Eckhart,Magyar Katolikus Lexikon